# Tropical house
Tropical house, cunoscut și ca trop house, este un subgen al muzicii deep house cu elemente de dancehall și Balearic house. Artiști ai genului sunt adesea prezenți la diverse festivaluri de vară, cum ar fi Tomorrowland. Genul a fost popularizat de artiști precum Thomas Jack, Kygo, Matoma, Lost Frequencies sau Klingande.
Termenul de „tropical house” a pornit ca o glumă făcută de producătorul australian Thomas Jack, însă de atunci se bucură de popularitate printre ascultători.

## Artiști
- Alex Adair
- Bakermat
- Jonas Blue
- Broiler
- Faul & Wad Ad
- Sam Feldt
- Lost Frequencies
- Gryffin
- Thomas Jack
- Felix Jaehn
- Klangkarussell
- Klingande
- Kungs
- Kygo
- Martin Jensen
- Matoma
- Mike Perry
- Robin Schulz
- Seeb
- Sigala
- Watermät